# Панченко Платон Миколайович
Плато́н Микола́йович Па́нченко (*16  (28) лютого 1856, село Каменка (нині Малоархангельського району Орловської області) — 1911, Ростов-на-Дону), літературний псевдонім — П. Таїсич — український поет.

## Життєпис
Навчався спочатку в гімназії, потім в Петровсько-Розумовській академії в Пулавах та Ризькому університеті на вчителя німецької мови та математики. За напрямом не працював. Заробляв на життя приватними лекціями в Астрахані, згодом в Катеринодарі.
За демократичні переконання зазнав гонінь поліції. Друкувався з 1880-х років — вірші в журналах «Зоря», «Літературно-науковий вісник», альманахах — «Нива», «З-над хмар і з долин», та антологіях — «Акорди», «Українська муза».
У рецензії на його вірш «Рідний край», надрукованій 1885 року в літературному збірнику «Нива», Іван Франко називає його учнем Старицького.
|               | В його поезії найшли ми ось які невживані досі, а може й уковані слова: «час предзорній» (у Старицького далеко краще: «нічка беззара»; у Шевченка: «досвітняя година»); «чистий плес», у нас: «чисте плесо» – Wasserspiegel, а також глибоке, тихе місце в ріці; «захід оджеврів», звичайно: «захід розжеврівся»; «сріброводий ставок», слово коли й нове (нам досі не стрічалось), то на всякий спосіб гарно утворене і обогачаюче нашу поетичну мову. |
| — Іван Франко | |

Помер в тяжких злиднях.

## Твори
- З вільних часів. — Київ, 1910.
- Струни. Том 2 — Берлін, 1922